# Epinephelus albomarginatus
Epinephelus albomarginatus é uma espécie de peixe da família Serranidae.
Pode ser encontrada nos seguintes países: Moçambique e África do Sul.
Os seus habitats naturais são: recifes de coral.